# Chambara (distrito)
Chambara é um distrito da província de Concepción, localizado do Departamento de Junín, Peru.

## Transporte
O distrito de Chambara não é servido pelo sistema de estradas terrestres do Peru.